# فنتیل الکل
فنتیل الکل (به انگلیسی: Phenethyl alcohol) با فرمول شیمیایی C۸H۱۰O یک ترکیب شیمیایی با شناسه پاب‌کم ۶۰۵۴ است. که جرم مولی آن ۱۲۲٫۱۶ g/mol می‌باشد. 